# 短翅青皮槭
短翅青皮槭（学名：Acer cappadocicum var. brevialatum）为槭树科枫属下的一个变种。

## 扩展阅读
- 維基物種上的相關：短翅青皮槭